# Дані Веріссімо
Дені Малалатьяна Теранс Петі, у шлюбі Дені Веріссімо (фр. Dany Verissimo; нар. 27 червня 1982, Вітрі-сюр-Сен, департамент Валь-де-Марн) — французька акторка і модель. В минулому порноакторка, відома під псевдонімом Еллі Мак Тьяна (фр. Ally Mac Tyana).

## Біографія
Дочка малагасійки і француза, народилася в передмісті Парижа, Вітрі-сюр-Сен, дитинство провела у Франції, США та Нігерії.
У 17 років через розбіжності з вітчимом змушена була покинути рідний дім і спробувала почати кар'єру в кінобізнесі.
У 18 років, не зумівши пробитися в кіно, стала зніматися в порнофільмах режисера Джона Б. Рута і для його сайту під псевдонімом Еллі Мак Тьяна.
У 2001 році одружилася з Родольфом Веріссімо, взяла його прізвище. Після одруження перестала зніматися в сценах з чоловіками, але ще рік знімалася в м'якому порно під ім'ям Еллі Веріссімо.
У 2003 році завагітніла і остаточно покинула порноіндустрію.
У 2002 році вперше знялася у фільмі нееротичного змісту «До зустрічі, містере Монро». 2004 року зіграла роль сестри одного з головних героїв бойовика «13-й район», яка була створена спеціально для неї Люком Бессоном.
У 2005 році розлучилася з чоловіком.
У 2006 році виконала роль Белькіс у фільмі Алена Роб-Гріє «Вам телефонує Градіва», який показали поза конкурсом на Венеційському кінофестивалі. 
Крім кіно, Веріссімо працює в модельному бізнесі, вона була обличчям колекції П'єра Гуїдо «осінь / зима 2008». У 2013 році вона зіграла свою першу сценічну роль під керівництвом Ніколя Бріансона у виставі "D.A.F. Маркіз де Сад", поставленій у Парижі в театрі Ciné XIII. Сайт regarts.org писав: "Ми відкриваємо для себе маркіза у полоні своїх фантазій, який розмовляє з привидом, народженим його хворим мозком, влучно зіграним Дані Веріссімо, яка виявляє тут, на додаток до своєї піднесеної статури, незаперечний акторський талант".